# إلكتروفون

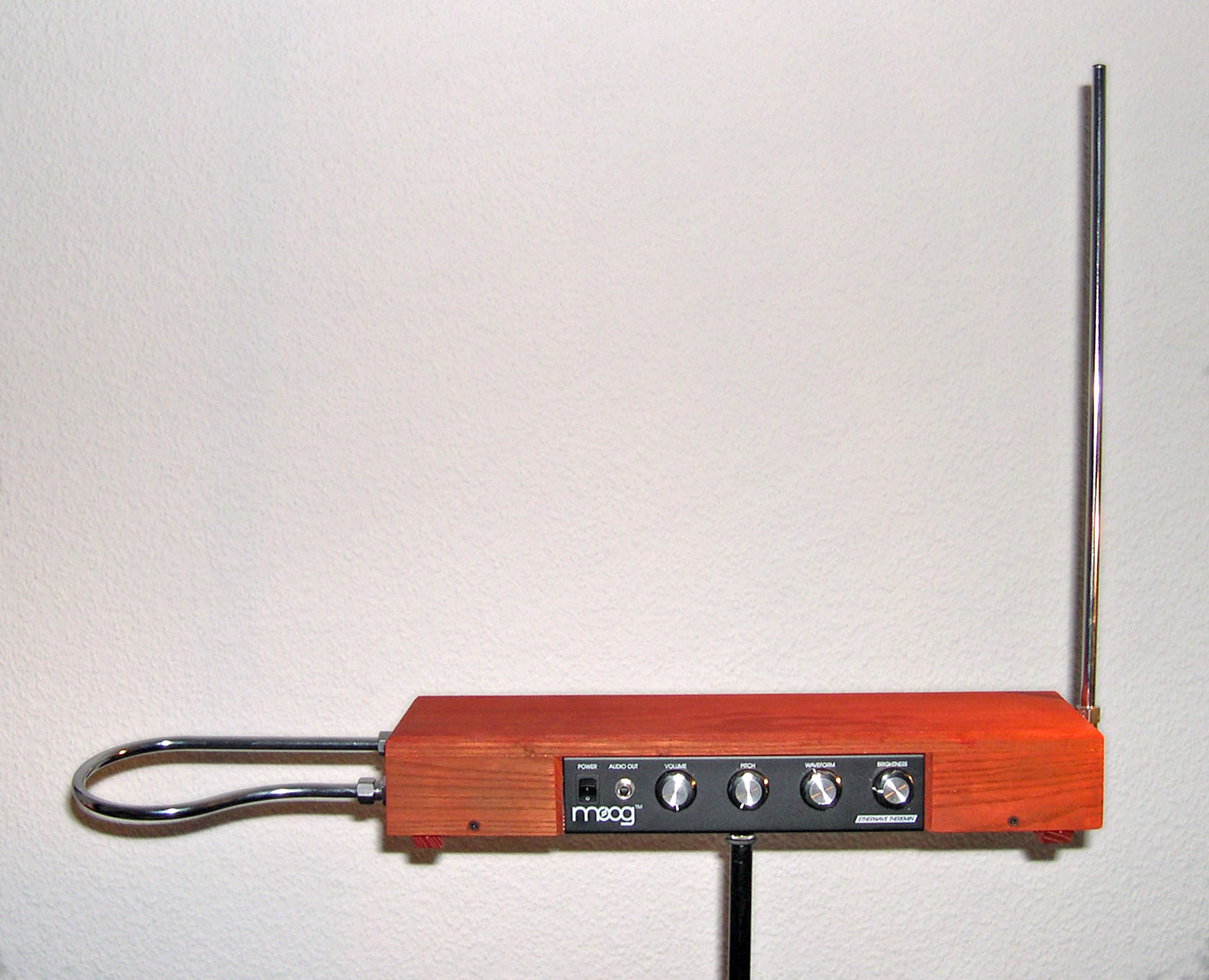
ثيرمين إيثرويف من مجموعة روبرت موغ

الإلكتروفون (بالإنجليزية: electrophone)‏ هي فئة من الآلات الموسيقية تتضمن الآلات التي تنتج الصوت أساسا باستخدام الكهرباء، لكن هذا التعريف موضوع نقاش مستمر.

## تاريخ المصطلح

### ساكس
أضيفت هذه الفئة لنظام تصنيف الآلات هورنبوستيل-ساكس لكورت ساكس سنة 1949 لتصف الآلات التي تتضمن الكهرباء. قسم ساكس تصنيفه الخامس إلى ثلاث تصنيفات فرعية:
- 51=آلات صوتية مشغلة كهربائيا (مثل أرغن ذو أنابيب بآليات إلكترونية)
- 52=آلات صوتية مضخمة كهربائيا (مثل غيتار صوتي مع لاقط)
- 53=آلات تنتج الصوت أساسا بواسطة مذبذبات يشغلها الكهرباء

تتضمن الفئة الأخيرة آلات مثل آلات الثيرمين والسينثسيزرات، وقد سماها آلات راديوكهربائية.

### غالبين
ذكر فرانسيس ويليام غالبين هذه المجموعة في نظام التصنيف خاصته، والذي يشبه نظام ماهيلون أكثر من نظام هورنبوستيل-ساكس. على سبيل المثال، يذكر غالبين في كتابه الصادر سنة 1937 A Textbook of European Musical Instruments إلكتروفونات مع ثلاث تقسيمات ثانوية لإنتاج الصوت ("بالتذبذب"، "كهرومغناكيسية"، و "الكهربائية الساكنة")، بالإضافة لفئات في المستوى الثالث والرابع مبنية على طريقة التحكم. اقترح ساكس نفسه التصنيفات الفرعية 51 و 52 و 53 في كتابه الصادر سنة 1940 The History of Musical Instruments؛ نسخة سنة 1940 الأصلية من النظام لا تعترف بوجود هذا الصنف الخامس.

## حاليا
يقترح علماء موسيقى الشعوب معاصرون مثل مارغريت كارتومي و تيري إلينغسون أنه إذا صنفت الآلات بما ينتج الصوت الأول في الآلة، يجب أن يظل 53 تصنيف فرعي فقط في صنف الإلكتروفونات، وذلك التزاما بالمبادئ الأصلية لنموذج تصنيف نظام هورنبوستيل-ساكس الأصلي. لذلك اقترح مؤخرا أن الأرغن ذو الأنابيب كمثال (حتى إذا استخدم آليات مفاتيح كهربائية للتحكم في صمامات الملف) يجب أن يظل في فئة الأيروفونات، وأن الغيتار الكهربائي يجب أن يظل في فئة الكوردوفونات، وهكذا دواليك.
لذلك تنحصر الإلكتروفونات في علم موسيقى الشعوب الحديث في الآلات الموسيقية التي تنتج الصوت أساسا بواسطة الكهرباء. تعتبر عادة مكونة لواحدة من التصنيفات الخمسة الأساسية في نموذج هورنبوستيل-ساكس لتصنيف الآلات الموسيقية، بالرغم من عدم ظهورها في النظام الأصلي المنشور سنة 1914.

### الملاحظات
1. ↑  مذكور في: Revision of the Hornbostel-Sachs Classification of Musical Instruments by the MIMO Consortium.
2. 1 2 3  مذكور في: Revision of the Hornbostel-Sachs Classification of Musical Instruments by the MIMO Consortium, .
3. ↑  Galpin 1937.
4. ↑  Galpin 1940، صفحات 447–467.
5. ↑  Kartomi، صفحة 173.
6. ↑  Ellingson 1979، صفحة 544.